# جونستون موراي
جونستون موراي (بالإنجليزية Johnston Murray) وهو سياسي أمريكي ينتمي إلى الحزب الديمقراطي ولد جونستون موراي في 21 تموز - يوليو من سنة 1902 بإقليم انديانا حصل موراي على شهادة في القانون من كلية القانون بجامعة أوكلاهوما سيتي في سنة 1946. موراي شغل منصب حاكم على ولاية أوكلاهوما ما بين عامي 1951 إلى عام 1955. توفي جونستون موراي في 16 نيسان - ابريل من سنة 1974.